# Pluméliau
Pluméliau (bretonisch: Pluniav) ist Ortsteil der Gemeinde Pluméliau-Bieuzy eine ehemalige französische Gemeinde mit zuletzt 3587 Einwohnern (Stand 1. Januar 2018) im Département Morbihan in der Region Bretagne.

## Lage
Pluméliau liegt im südlichen Teil des Zentrums der Bretagne und gehört zum Pays de Pontivy.
Nachbarorte sind Le Sourn im Norden, Saint-Thuriau im Nordosten, Moustoir-Remungol im Osten, Évellys mit Remungol im Südosten, Guénin und Saint-Barthélemy im Süden, Melrand im Südwesten sowie Bieuzy im Nordwesten.
In Nord-Süd-Richtung führt die D 768 durch die Gemarkung, die Verbindung von Pontivy nach Auray.

## Geschichte
Die Gemeinde gehörte historisch zur bretonischen Region Bro-Gwened (frz. Vannetais) und innerhalb dieser Region zum Gebiet Bro Baod (frz. Pays de Baud) und teilt dessen Geschichte. In der Zeit der Französischen Revolution war sie bis 1801 ein eigenständiger Kanton. Von 1801 bis zu ihrer Auflösung 2019 bildete sie eine Gemeinde innerhalb des Kantons Baud. Am 29. Juli 1944 wurden in Pluméliau neun Mitglieder der Résistance standrechtlich erschossen.
Zum 1. Januar 2019 fusionierten die Gemeinden Pluméliau und Bieuzy und bildeten die neue Gemeinde Pluméliau-Bieuzy.

### Bevölkerungsentwicklung
| Jahr      | 1962 | 1968 | 1975 | 1982  | 1990 | 1999 | 2006 | 2018 |
| Einwohner | 3860 | 3753 | 3524 | 3.216 | 3152 | 3091 | 3414 | 3587 |

## Sehenswürdigkeiten
- Ortszentrum
- Kirche Saint-Méliau aus dem Jahr 1694
- Kapelle Notre-Dame de la Ferrière (15. und 16. Jahrhundert)

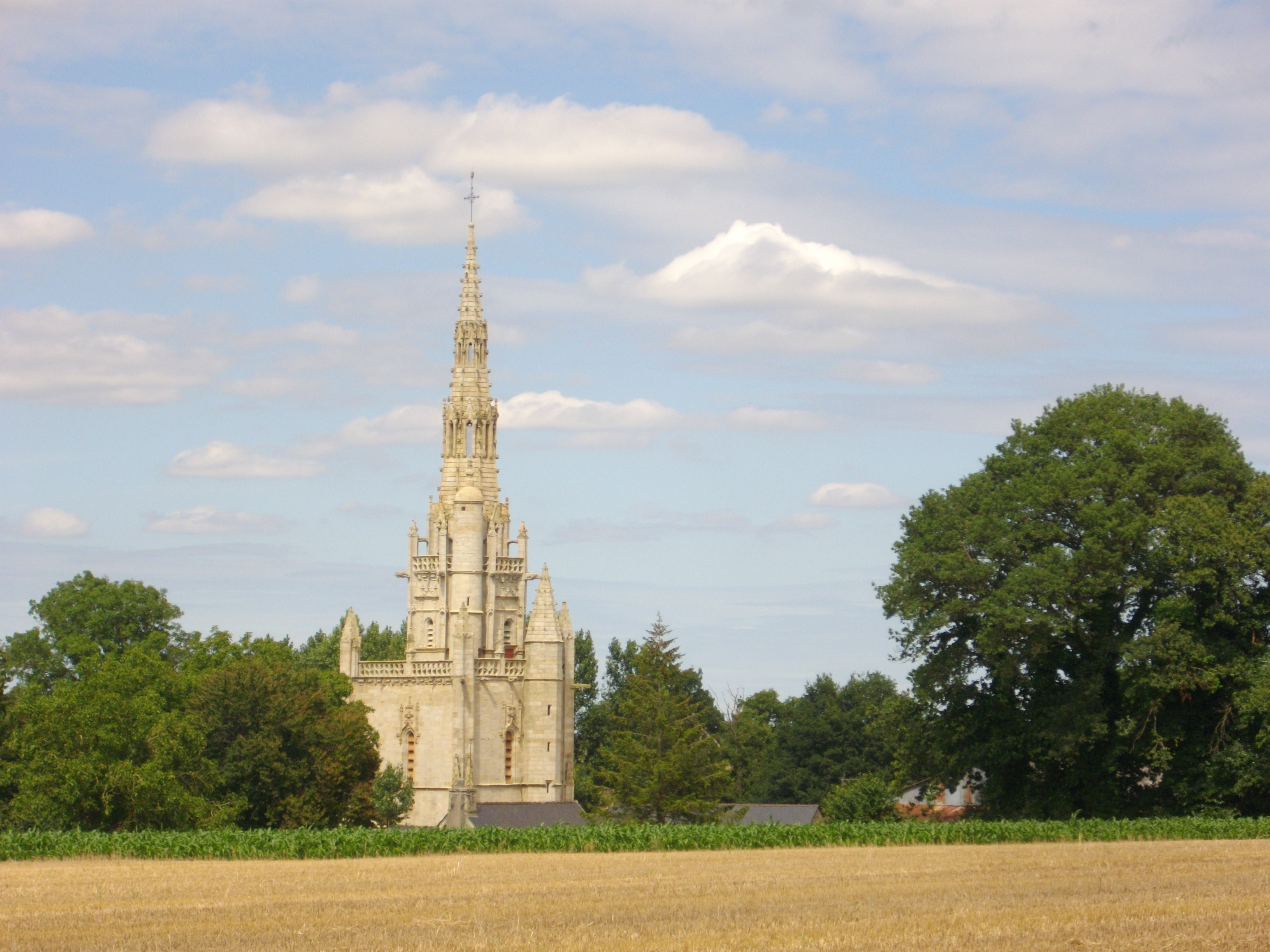
Kapelle Saint-Nicolas-des-Eaux aus dem Jahr 1524
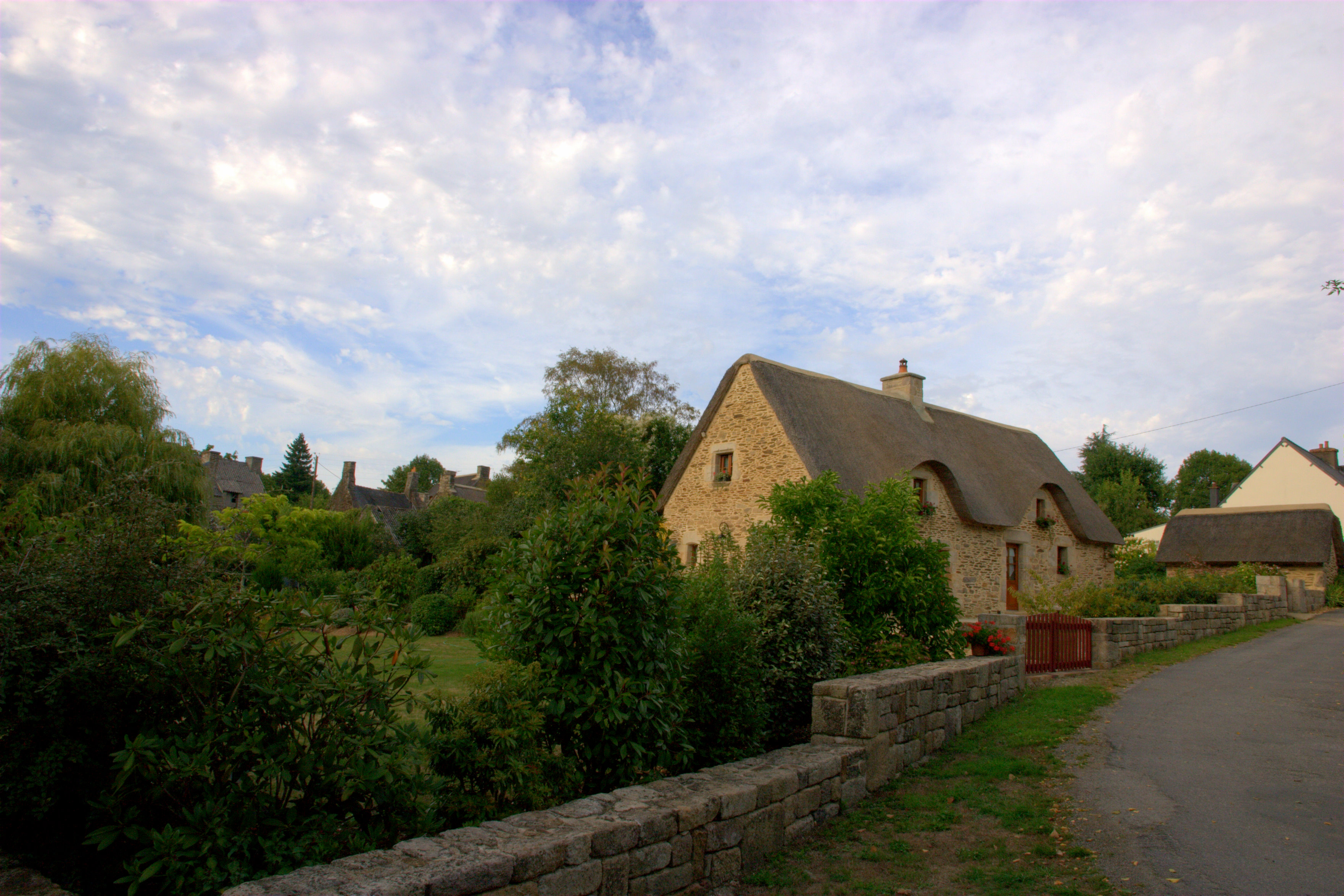
Ortsteil Saint-Nicolas mit reetgedeckten Häusern
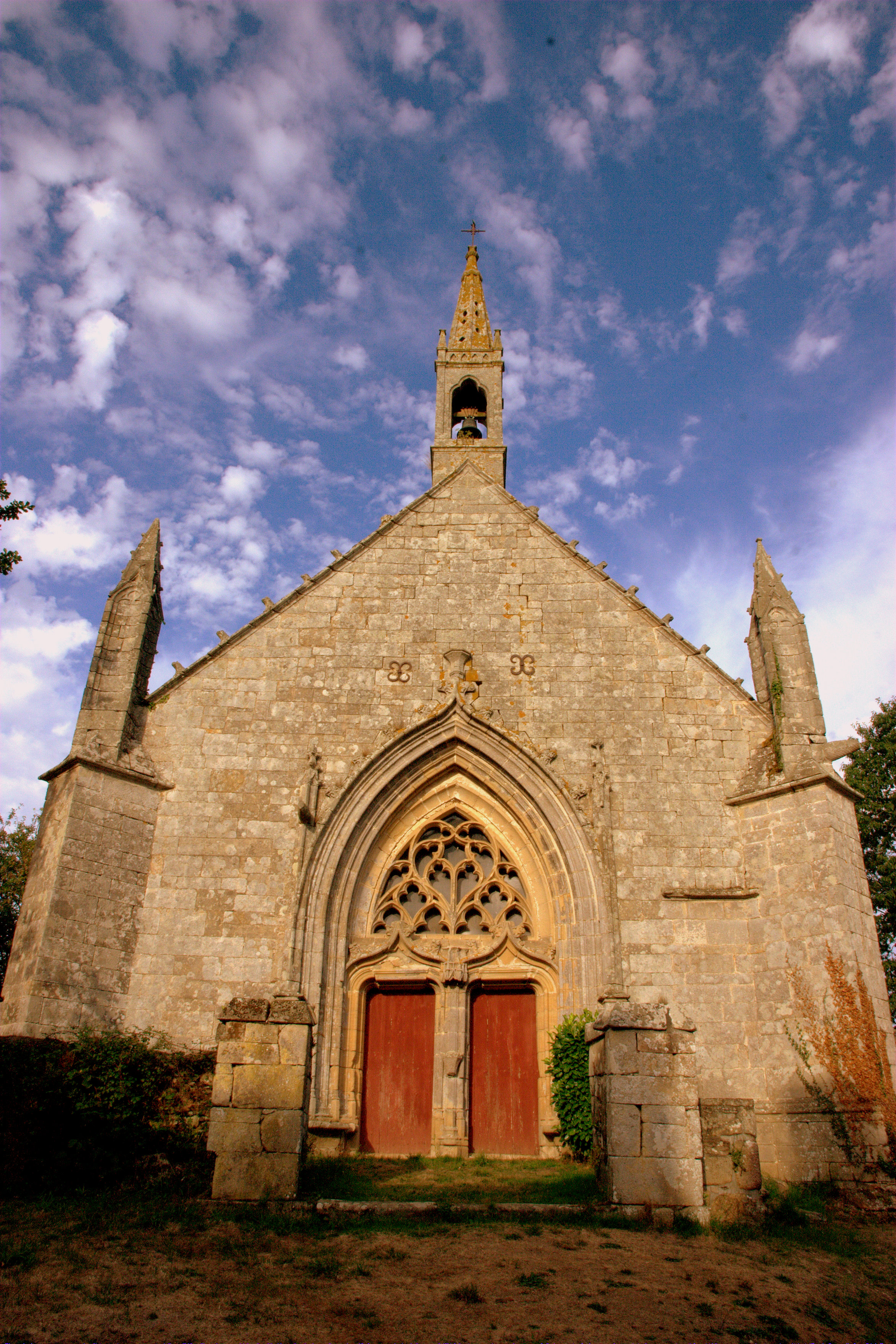
Kapelle Saint-Nicolas-des-Eaux in Pluméliau

- Kapelle Saint-Nicodème
- mehrere kleinere Kapellen
- zahlreiche Wegkreuze

- Kapelle Saint-Nicodème
- Ortsteil Saint-Nicolas mit reetgedeckten Häusern
- Kapelle Saint-Nicolas-des-Eaux in Pluméliau

## Persönlichkeiten
- Isabelle Le Boulch (* 1964), französische Fußballnationalspielerin